# Éva Cs. Gyimesi
Éva Cs. Gyimesi (n. 11 septembrie 1945, Cluj, România – d. 23 mai 2011, Cluj-Napoca, România) a fost un om de știință român de origine maghiară, profesor universitar de istorie literară, cercetătoare în istoria literaturii ardelene, șefă a Catedrei de Studii Literare a Facultății de Arte a Universității Babeș-Bolyai, publicist, laureată a Premiului Pulitzer. Gyimesi a fost căsătorită până în 1998 cu istoricului literar Péter Cseke și a avut trei copii.

## Biografie
Gyimesi a studiat în orașul natal și a absolvit facultatea în 1968 cu o diplomă în limba și literatura maghiară. A predat la Catedra de limba maghiară a Universității Babeș – Universitatea Bolyai ca doctorant în științe filologice, apoi ca profesor universitar din 1990 (domeniu de cercetare: istorie literară și canonizare) și apoi ca profesor emerit al universității până la moarte. Studiile și notele ei ca lingvist și analist de stil au fost publicate în revistele NYIrK, Korunk și  Utunk, precum și în cotidiene.

### Despre studii și cercetări
A debutat în domeniul lingvisticii cu volumul Mindennapi nyelvünk (Limba noastră de zi cu zi, 1975), o analiză a schimbărilor recente din lirica maghiară. Találkozás az egyszerivel (Întâlnirea unică) publicat în 1978 a completat și unificat analizele monografice cu teorii lirice independente legate de istoria literaturii machiare. A oferit prefață și note despre trecutul și viitorul poeților maghiari din România în antologia Múlt, jövő mezsgyéjén (La limita trecutului, viitorul, 1980). Lucrarea sa Teremtett világ (Lumea creată), publicată în 1983, include studii despre transilvanism și a avut impact atât în cercurile transilvane din domeniu, cât și asupra breslei specialiștilor din Ungaria.
Cărțile Évei Cs. Gyimesi, ca cele ale multor contemporani ai săi, au putut fi publicate abia după 1989.
După 1990 Gyimesi a comentat fenomene publice, nu doar în lucrările sale ci și în rubricile din ziarele culturale lunare, săptămânale și uneori cotidiene. Ea a oferit în Wass-fogak (Dinții lui Wass) explicațiile literare despre cultul lui Albert Wass, condamnând cultul exagerat al scriitorului, rolul său în viața politică și publică, dar mai ales în literatură.
Cartea lui Gyimesi apărută în 2009: Szem a láncban: bevezetés a szekusdossziék hermeneutikájába (Întroducere în hermeneutica dosarelor Securității), analizează textul original al dosarului ei de observație realizat de Securitate, cu comentarii personale și concluzii mai generale. Ea a fost o completare a lucrării Az Emberi Piramis. Beszélgetések a pártállami diktatúráról (Piramida umană. Convorbiri despre dictatura de stat de partid) publicată la Cluj-Napoca.
În ultimele luni de viață, ea a criticat hotărât acțiunile Fidesz și ale celui de-al doilea guvern Orbán, pe care le considera antidemocratice. S-a alăturat unui grup de intelectuali maghiari pentru a strânge semnături de protest împotriva unor legi restrictive asupra mass-mediei maghiare, iar în legătură cu aceasta a acordat un interviu exclusiv revistei 168, în care i-a încurajat pe intelectualii din Ungaria să publice în reviste „libere” din Transilvania. Unele dintre descoperirile sale au fost însoțite de reacții dure din partea personalităților publice și a intelectualilor de dreapta din continent și din Transilvania. László Tőkés a răspuns pe 1 martie 2011 la interviul sus-menționat printr-o scrisoare deschisă, în care a afirmat despre Éva Cs. Gyimesi că „profesoara suferă de o fobie națională”. În ultimele luni de viață a păstrat legătura doar cu doi dintre prietenii și camarazii săi maghiari - János Kenedi și jurnalistul Tamás Szemenyei-Kiss.
Éva Cs. Gyimesi s-a sinucis pe 23 mai 2011, aruncându-se în râul Someș de pe Podul Garibaldi din Cluj-Napoca. Înmormântarea sa a avut loc pe 28 mai la Cimitirul Házsongárd. În necrologul ei, Klára Széles scrie: „Mă gândesc cu încăpățânare că dacă Eva nu s-ar fi abătut de la cariera ei inițială, aleasă, ar trăi și astăzi și poate că ar putea fi fericită, ceea ce a meritat nemăsurat. Îmi iau rămas-bun cu o binecuvântare și o inimă nemăsurată și dureroasă.”

## Premii, recunoașteri
- Premiul Memorial Joseph Pulitzer (2005)
- Crucea de Ofițer a Ordinului de Meritul Republicii Ungaria - Grad Civil (1996)
- Doctor honoris causa al Universității Attila József (Szeged, 3 octombrie 1995)
- Premiul Pro Cultura Hungarica (1995)
- Ius Humana (1990)